# سالین (میشیگان)
سالین، میشیگان (به انگلیسی: Saline, Michigan) یک شهر در ایالات متحده آمریکا با جمعیت ۸٬۸۱۰ نفر است که در میشیگان واقع شده‌است.

## موقعیت جغرافیایی
موقعیت جغرافیایی شهرها و مناطق اطراف به شرح زیر است: